# Lagerpeton
Lagerpeton là một chi Dinosauromorpha cơ bản. Được mô tả lần đầu bởi A. S. Romer in 1971, và chỉ gồm một loài duy nhất L. chanarensis.